# Boeckella
- Commons
- Wikispecies

Boeckella é um género de crustáceo da família Centropagidae.

## Espécies
- Boeckella ambigua Percival, 1937
- Boeckella anderssonorum (Ekman, 1905)
- Boeckella antiqua Menu-Marque & Balseiro, 2000
- Boeckella asymmetrica Searle, 1914
- Boeckella bergi Richard, 1897
- Boeckella bispinosa Bayly, 1967
- Boeckella brasiliensis (Lubbock, 1855)
- Boeckella brevicaudata (Brady, 1875)
- Boeckella calcaris (Harding, 1955)
- Boeckella coronaria Henry, 1922
- Boeckella delicata Percival, 1937
- Boeckella denticornis Brehm, 1950
- Boeckella diamantina Menu-Marque & Zúñiga, 1994
- Boeckella dilatata G. O. Sars, 1904
- Boeckella erubescens (Brehm, 1935)
- Boeckella fluvialis Henry, 1922
- Boeckella geniculata Bayly, 1964
- Boeckella gibbosa (Brehm, 1935)
- Boeckella gracilipes Daday, 1901
- Boeckella gracilis (Daday, 1902)
- Boeckella hamata Brehm, 1928
- Boeckella insignis G. W. Smith, 1909
- Boeckella klutei (Brehm, 1926)
- Boeckella lacuna Fairbridge, 1945
- Boeckella longicauda Daday, 1901
- Boeckella longicornis (Nicolet, 1849)
- Boeckella longisetosa G. W. Smith, 1909
- Boeckella major Searle, 1938
- Boeckella meteoris Kiefer, 1928
- Boeckella michaelseni (Mrázek, 1901)
- Boeckella minuta G. O. Sars, 1896
- Boeckella montana Bayly, 1964
- Boeckella nyoraensis Searle, 1912
- Boeckella occidentalis Marsh, 1906
- Boeckella opaqua Fairbridge, 1945
- Boeckella palustris (Harding, 1955)
- Boeckella poopoensis Marsh, 1906
- Boeckella poppei (Mrázek, 1901)
- Boeckella propinqua G. O. Sars, 1904
- Boeckella pseudochelae Searle, 1912
- Boeckella robusta G. O. Sars, 1896
- Boeckella rubra G. W. Smith, 1909
- Boeckella saycei G. O. Sars, 1908
- Boeckella shieli Bayly, 1985
- Boeckella silvestri (Daday, 1901)
- Boeckella symmetrica G. O. Sars, 1908
- Boeckella tanea Chapman, 1973
- Boeckella tenera G. O. Sars, 1912
- Boeckella thomseni Brehm, 1937
- Boeckella timmsi Bayly, 1998
- Boeckella titicacae Harding, 1955
- Boeckella triarticulata (G. M. Thomson, 1883)
- Boeckella vallentini (T. Scott, 1914)